# أحجية
الأحجية (الجمع: أَحَاجِيّ) أو اللغز (بالإنجليزية: puzzle)‏ هي مسألة بتعقيد معيّن تتبع سلسلة حسابات منطقية للتوصل للإجابة عليها. تتطلب أبسط الأحاجي تجميع عدة قطع بشكل منطقي لتشكيل شكل معين أو صورة. تستخدم الأحاجي عادة كنوع من أنواع التسلية، ولكنها عادة تتضمن الكثير من الحسابات الرياضية والمسائل المنطقية ولذلك غالباً ما يكون إيجاد الحلول لهذه الأحاجي على شكل صيغة رياضية من أنجح الأبحاث الرياضية.

## تاريخ الأحاجي الميكانيكية
يعود أصل أقدم أحجية ميكانيكية معروفة إلى اليونان في القرن الثالث الميلادي. وتتكون اللعبة من مربع منقسم إلى أربعة عشر جزءا، أما الهدف فهو تكوين أشكال مختلفة انطلاقا من تلك الأجزاء. كما أنه قد تم الإشارة عام 1742 في كتاب باليابان إلى أحجية «سي-غو شونا شي نو-إتا» Sei-gon Shona Chie no-Ita. وفي حوالي السنة 1800م، أصبحت «التانغرام»، أحجية الصور المقطوعة، شعبية في الصين، ثم تعدتها في غضون 20 سنة لتشمل أوروبا وأمريكا. حتى أن شركة ريشتر "Richter" بمدينة رودولسدات الألمانية "Rudolstadt" قامت بإنتاج كميات كبيرة من ألعاب مماثلة ل«التانغرام»، ك«أحجار الأنكر» الشهيرة.
تمتعت الأحاجي بالشعبية منذ أواخر القرن التاسع عشر وأوائل القرن العشرين. فسجلت أول براءة اختراع أحجية خلال تلك المرحلة. وقام البروفسور «هوفمان» Hoffman بتأليف كتاب «جديد وقديم الأحاجي» الذي تضمن أكثر من أربعين أحجية إضافة إلى وصف عدة آليات سرية. وقد أصبح هذا الكتاب مرجعا في الأحاجي، إذ تم طبع عدة نسخ حديثة منه.
و مع اكتشاف مواد سهلة التشكيل، كالبلاستيك، اتسع نطاق إمكانيات الأحاجي. فدون تطور البوليميرات polymers الحديثة، لم يكن بالإمكان إيصال أحجية مكعب روبيك Rubik's Cube إلى ما هي عليه اليوم من شهرة عالمية.

## بعض الأحاجي الشهيرة

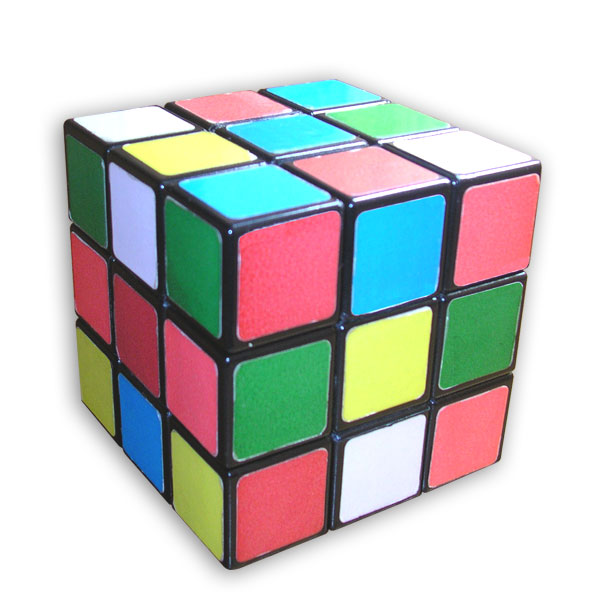
مكعب روبيك.

- مكعب روبيك
- سانغاكو
- سودوكو
- كلمات متقاطعة
- أحجية المربع المفقود
- مكعب سوما
- برج هانوي
- متاهة
- مكعب بيدلام
- تنغرام